# Pampasformationen
Pampasformationen är namnet på en på Argentinas slättland, Pampas förekommande ler- och lössbildning, härrörande från olika perioder av äldre kvartär. Lössbildningen är en periglacial avlagring, som fått sitt material från glaciärälvarnas slam under istiderna eller köldperioderna.
Pampasleran är bildad genom urlakning av lösslagren. I Pampaformationen finns Sydamerikas sista fossila däggdjursfauna, huvudsakligen jättesengångare och Glyptodonter.